# Single numer jeden w roku 1985 (Japonia)
Notowanie Weekly Singles Chart (jap. 週間シングルチャート Shūkan Shinguru Chāto) przedstawia najlepiej sprzedające się single w Japonii. Publikowane jest ono przez magazyn Oricon Style, a dane kompletowane są przez Oricon w oparciu o cotygodniowe wyniki sprzedaży fizycznej singli. Poniżej znajdują się tabele prezentujące najpopularniejsze single w danych tygodniach w roku 1985.

## Oricon Weekly Singles Chart
| Data            | Utwór | Wykonawca                                  | Źródło |
| --------------- | --- | ------------------------------------------ | ------ |
| 7 stycznia      | „The Stardust Memory”                                                                                                  | Kyōko Koizumi                              | [ 1 ]  |
| 14 stycznia     | „The Stardust Memory”                                                                                                  | Kyōko Koizumi                              | [ 1 ]  |
| 21 stycznia     | „You Gotta Chance ~Dance de natsu o dakishimete~” (jap. You Gotta Chance 〜ダンスで夏を抱きしめて〜)                   | Kōji Kikkawa                               | [ 1 ]  |
| 28 stycznia     | „You Gotta Chance ~Dance de natsu o dakishimete~” (jap. You Gotta Chance 〜ダンスで夏を抱きしめて〜)                   | Kōji Kikkawa                               | [ 1 ]  |
| 4 lutego        | „You Gotta Chance ~Dance de natsu o dakishimete~” (jap. You Gotta Chance 〜ダンスで夏を抱きしめて〜)                   | Kōji Kikkawa                               | [ 1 ]  |
| 11 lutego       | „Tenshi no Wink” (jap. 天使のウィンク)                                                                                 | Seiko Matsuda                              | [ 1 ]  |
| 18 lutego       | „Tenshi no Wink” (jap. 天使のウィンク)                                                                                 | Seiko Matsuda                              | [ 1 ]  |
| 25 lutego       | „Yoisho!” (jap. ヨイショッ!)                                                                                           | Masahiko Kondō                             | [ 1 ]  |
| 4 marca         | „Cinderella wa nemurenai” (jap. シンデレラは眠れない)                                                                  | The Alfee                                  | [ 1 ]  |
| 11 marca        | „Sotsugyō -GRADUATION-” (jap. 卒業-GRADUATION-)                                                                        | Momoko Kikuchi                             | [ 1 ]  |
| 18 marca        | „Mi Amore (Meu amor é...)” (jap. ミ・アモーレ (Meu amor é...))                                                         | Akina Nakamori                             | [ 1 ]  |
| 25 marca        | „Mi Amore (Meu amor é...)” (jap. ミ・アモーレ (Meu amor é...))                                                         | Akina Nakamori                             | [ 1 ]  |
| 1 kwietnia      | „Ano ko to Scandal” (jap. あの娘とスキャンダル)                                                                        | The Checkers                               | [ 1 ]  |
| 8 kwietnia      | „Ano ko to Scandal” (jap. あの娘とスキャンダル)                                                                        | The Checkers                               | [ 1 ]  |
| 15 kwietnia     | „Ano ko to Scandal” (jap. あの娘とスキャンダル)                                                                        | The Checkers                               | [ 1 ]  |
| 22 kwietnia     | „Tokonatsu musume” (jap. 常夏娘)                                                                                       | Kyōko Koizumi                              | [ 1 ]  |
| 29 kwietnia     | „Tokonatsu musume” (jap. 常夏娘)                                                                                       | Kyōko Koizumi                              | [ 1 ]  |
| 6 maja          | „Nikumare sōna New Face” (jap. にくまれそうなNEWフェイス)                                                              | Kōji Kikkawa                               | [ 1 ]  |
| 13 maja         | „Akai tori nigeta” (jap. 赤い鳥逃げた)                                                                                 | Akina Nakamori                             | [ 1 ]  |
| 20 maja         | „Boy no kisetsu” (jap. ボーイの季節)                                                                                   | Seiko Matsuda                              | [ 1 ]  |
| 27 maja         | „BOY no Theme” (jap. BOYのテーマ)                                                                                      | Momoko Kikuchi                             | [ 1 ]  |
| 3 czerwca       | „BOY no Theme” (jap. BOYのテーマ)                                                                                      | Momoko Kikuchi                             | [ 1 ]  |
| 10 czerwca      | „Ima dakara” (jap. 今だから)                                                                                           | Yumi Matsutōya, Kazumasa Oda, Kazuo Zaitsu | [ 1 ]  |
| 17 czerwca      | „Ima dakara” (jap. 今だから)                                                                                           | Yumi Matsutōya, Kazumasa Oda, Kazuo Zaitsu | [ 1 ]  |
| 24 czerwca      | „Debut/MANHATTAN JOKE” (jap. デビュー/MANHATTAN JOKE)                                                                  | Naoko Kawai                                | [ 1 ]  |
| 1 lipca         | „SAND BEIGE -Sabaku e-” (jap. SAND BEIGE -砂漠へ-)                                                                     | Akina Nakamori                             | [ 1 ]  |
| 8 lipca         | „DANCING SHOES” | Seiko Matsuda                              | [ 1 ]  |
| 15 lipca        | „Ore-tachi no Rockabilly Night” (jap. 俺たちのロカビリーナイト)                                                        | The Checkers                               | [ 1 ]  |
| 22 lipca        | „Ore-tachi no Rockabilly Night” (jap. 俺たちのロカビリーナイト)                                                        | The Checkers                               | [ 1 ]  |
| 29 lipca        | „Ore-tachi no Rockabilly Night” (jap. 俺たちのロカビリーナイト)                                                        | The Checkers                               | [ 1 ]  |
| 5 sierpnia      | „Majo” (jap. 魔女) | Kyōko Koizumi                              | [ 1 ]  |
| 12 sierpnia     | „Kanashimi ni sayonara” (jap. 悲しみにさよなら)                                                                        | Anzen Chitai                               | [ 1 ]  |
| 19 sierpnia     | „Kanashimi ni sayonara” (jap. 悲しみにさよなら)                                                                        | Anzen Chitai                               | [ 1 ]  |
| 26 sierpnia     | „Kareinaru kake” (jap. 華麗なる賭け)                                                                                   | Toshihiko Tahara                           | [ 1 ]  |
| 2 września      | „Kanashimi ni sayonara”                                                                                                | Anzen Chitai                               | [ 1 ]  |
| 9 września      | „Kanashimi ni sayonara”                                                                                                | Anzen Chitai                               | [ 1 ]  |
| 16 września     | „Namida no Jasmine LOVE” (jap. 涙の茉莉花LOVE)                                                                         | Sonoko Kawai                               | [ 1 ]  |
| 23 września     | „Namida no Jasmine LOVE” (jap. 涙の茉莉花LOVE)                                                                         | Sonoko Kawai                               | [ 1 ]  |
| 30 września     | „HEART OF RAINBOW ~Ai no niji o watatte~/Blue Pacific” (jap. HEART OF RAINBOW 〜愛の虹を渡って〜/ブルー・パシフィック) | The Checkers                               | [ 1 ]  |
| 7 października  | „Mō aenai kamo shirenai” (jap. もう逢えないかもしれない)                                                               | Momoko Kikuchi                             | [ 1 ]  |
| 14 października | „Mō aenai kamo shirenai” (jap. もう逢えないかもしれない)                                                               | Momoko Kikuchi                             | [ 1 ]  |
| 21 października | „SOLITUDE” | Akina Nakamori                             | [ 1 ]  |
| 28 października | „Koi ni ochite -Fall in love-” (jap. 恋におちて -Fall in love-)                                                        | Akiko Kobayashi                            | [ 1 ]  |
| 4 listopada     | „Koi ni ochite -Fall in love-” (jap. 恋におちて -Fall in love-)                                                        | Akiko Kobayashi                            | [ 1 ]  |
| 11 listopada    | „Kami-sama Help!” (jap. 神様ヘルプ!)                                                                                   | The Checkers                               | [ 1 ]  |
| 18 listopada    | „Koi ni ochite -Fall in love-”                                                                                         | Akiko Kobayashi                            | [ 1 ]  |
| 25 listopada    | „Koi ni ochite -Fall in love-”                                                                                         | Akiko Kobayashi                            | [ 1 ]  |
| 2 grudnia       | „Nantettatte Idol” (jap. なんてったってアイドル)                                                                       | Kyōko Koizumi                              | [ 1 ]  |
| 9 grudnia       | „Koi ni ochite -Fall in love-”                                                                                         | Akiko Kobayashi                            | [ 1 ]  |
| 16 grudnia      | „Koi ni ochite -Fall in love-”                                                                                         | Akiko Kobayashi                            | [ 1 ]  |
| 23 grudnia      | „Kamen butōkai” (jap. 仮面舞踏会)                                                                                      | Shonentai                                  | [ 1 ]  |
| 30 grudnia      | „Koi ni ochite -Fall in love-”                                                                                         | Akiko Kobayashi                            | [ 1 ]  |